# 毛森旧宅
毛森旧宅位于中国浙江省江山市石门镇琚家岗村和仁自然村12号，是军统要人毛森（1908—1992）的旧居。
2010年7月19日，毛森旧宅公布为第五批江山市文物保护单位。